# Открытое письмо священников в защиту фигурантов «московского дела»
Открытое письмо священников в защиту заключенных по «московскому делу» было опубликовано 17 сентября 2019 года. Оно представляет собой одно из открытых писем, написанных представителями различных российских профессиональных корпораций в связи с уголовным преследованием фигурантов «московского дела». В ближайшие дни после своего обнародования письмо вызвало широкое освещение в СМИ. Возникла общественная дискуссия; письму был посвящен ряд аналитических статей; многими комментаторами публикация этого текста рассматривалась как переломный момент в современной истории Русской православной церкви, как подрыв позиций патриарха Кирилла и даже как церковная революция. Письмо, а также последующие действия московских священников из числа подписантов способствовали оправданию и освобождению в зале суда одного из фигурантов дела, Алексея Миняйло. Вместе с тем обращение клириков не осталось без внимания священноначалия РПЦ: некоторые из священников и диаконов, подписавших письмо, подверглись разного рода взысканиям и наказаниям.

## Письмо, его составление и подписание
Исполняя пастырский долг печалования о заключенных, мы, священники Русской Православной Церкви, каждый от своего имени, считаем своим долгом выразить убеждение в необходимости пересмотра судебных решений в виде тюремных сроков, присужденных ряду фигурантов «московского дела». <...>
Мы категорически выступаем против любого проявления насилия как со стороны демонстрантов, так и со стороны представителей власти, обязанность которых – обеспечивать безопасность граждан, включая самих демонстрантов. <...>
Мы выражаем обеспокоенность тем, что вынесенные приговоры в большей степени похожи на запугивание граждан России, чем на справедливое решение в отношении подсудимых.

### Предыстория и контекст
В середине 2019 года в связи с недопуском ряда оппозиционных кандидатов на выборы в Московскую городскую думу в Москве прошли многотысячные протестные акции. Митинги на проспекте Сахарова 20 июля и 10 августа 2019 года стали крупнейшими политическими акциями в России после протестной волны 2011—2013 годов. На акции 27 июля были задержаны 1373 человека, что стало рекордным количеством задержанных на митинге. В частности, 27 июля был задержан Алексей Миняйло, 3 августа — Павел Устинов, после митинга 10 августа — Константин Котов. Были возбуждены уголовные дела, фигурантами которых стали протестующие.
Вскоре после арестов в интернете стали появляться открытые письма и петиции с призывом к освобождению задержанных или, по меньшей мере, к объективному и справедливому рассмотрению их дел в суде. 2 августа было опубликовано открытое письмо студентов, выпускников и сотрудников Высшей школы экономики в поддержку студента ВШЭ Егора Жукова. 5 августа «Новая газета» создала на портале Change.org петицию «Прекратить уголовное дело против участников мирной акции 27 июля 2019 года в Москве», которую впоследствии поддержало около 350 тысяч человек. 16 августа было обнародовано открытое письмо политологов. 22 августа появилось открытое письмо российских учёных.
17 сентября, в один день с опубликованием открытого письма священников, были также опубликованы петиция Александра Паля в защиту Павла Устинова и прочих фигурантов «Московского дела», открытые письма кинооператоров, Группы поддержки гражданского общества и юристов-государствоведов.

### Написание письма и его авторство
Неизвестно, кто является автором (авторами) текста этого письма. Один из подписантов, протоиерей Андрей Кордочкин (Мадрид), сказал в интервью «Новой газете», что «письмо родилось как результат коллективного труда группы священников, некоторые из которых находились за тысячи километров друг от друга и даже не были знакомы». Протоиерей Алексей Уминский (Москва) в беседе с изданием «Настоящее время» заявил, что лишь подписал письмо, но не является его автором. Аналогичным образом на вопрос об авторстве письма отвечает протоиерей Георгий Иоффе (Санкт-Петербург) в интервью «Фонтанке»: «Я не могу этого сказать. Мне просто прислали текст. Я посчитал его достойным и подписал». Священник Димитрий Климов (Калач-на-Дону) сообщил корреспонденту «Медузы»: «Инициатором письма был, к сожалению, не я. Об этом письме я узнал через интернет. Там нет определённого автора, это авторство коллективное всех подписавшихся. Все, кто подписали, — все авторы».

### Публикация
Письмо было публиковано вечером 17 сентября 2019 года на портале «Православие и мир» (именно на эту публикацию в дальнейшем преимущественно ссылаются новостные агентства и авторы комментариев), а также на сайте «Новой газеты».
В течение ближайших часов его перепечатали другие СМИ: «Ахилла», Credo.press и Московский комсомолец. Текст письма также разместил в своем блоге в «Живом журнале» протодиакон Андрей Кураев. 18 сентября письмо было републиковано на сайте Московской Хельсинкской группы.

### Заголовок письма
Редакция «Правмира» опубликовала письмо, снабдив его заголовком: «Открытое письмо священников в защиту заключенных по „московскому делу“» — именно под этим названием оно стало цитироваться в дальнейших публикациях. В публикации на сайте «Новой газеты» подзаголовок выглядит аналогичным образом: «Открытое письмо священников Русской Православной Церкви». Однако под текстом стоят подписи не только священников, но и диаконов, и притом не только священнослужителей Русской православной церкви. Поэтому более корректным является наименование соответствующей публикации на сайте Credo.press: «Открытое письмо клириков Московского и Константинопольского патриархатов в поддержку задержанных по „московскому делу“».

### Адресат
Письмо не имеет формального адресата, однако в первую очередь оно обращено к властям РФ: в самом начале текста выражается «убеждение в необходимости пересмотра судебных решений в виде тюремных сроков, присужденных ряду фигурантов „московского дела“». Кроме того, в завершающей части письма сказано: «Мы обращаемся к людям, облеченным судебной властью и несущим службу в силовых структурах нашей страны. Многие из вас крещены в Православной Церкви и считают себя верующими людьми. Судебные разбирательства не должны носить репрессивный характер, суды не могут быть использованы как средство подавления несогласных, применение силы не должно осуществляться с неоправданной жестокостью».
С другой стороны, авторы письма косвенно или же прямо обращаются и к более широкой аудитории: «Мы категорически выступаем против любого проявления насилия как со стороны демонстрантов, так и со стороны представителей власти, обязанность которых — обеспечивать безопасность граждан, включая самих демонстрантов»; «Мы призываем всех к усиленной молитве о заключенных и о тех людях, в руках которых оказалась их судьба, о России, её властях, воинстве и народе».

### Структура и содержание письма
Текст письма открывается эпиграфом — цитатой из ветхозаветной книги пророка Михея в синодальном переводе: «О, человек! сказано тебе, что — добро и чего требует от тебя Господь: действовать справедливо, любить дела милосердия и смиренномудренно ходить пред Богом твоим» (Мих 6:8).
В первом абзаце основной части письма говорится о «необходимости пересмотра судебных решений в виде тюремных сроков, присужденных ряду фигурантов „московского дела“». Далее описываются обстоятельства судебного преследования Константина Котова, а также Алексея Миняйло. Во второй половине письма авторы высказывают недоумение по поводу несоответствия между приговорами, вынесенными фигурантам «московского дела», и «другими, гораздо более мягкими приговорами, которые вынесли российские суды обвиняемым в более тяжелых преступлениях». В письме выражается надежда «на то, что российские граждане будут жить с доверием к судебной системе, которая будет справедлива и беспристрастна независимо от социального, экономического и политического статуса подозреваемого или обвиняемого». Авторы обращаются также «к людям, облеченным судебной властью и несущим службу в силовых структурах нашей страны»: «Судебные разбирательства не должны носить репрессивный характер, суды не могут быть использованы как средство подавления несогласных, применение силы не должно осуществляться с неоправданной жестокостью». Текст завершается призывом «всех к усиленной молитве о заключенных и о тех людях, в руках которых оказалась их судьба, о России, ее властях, воинстве и народе».
После основной части письма следуют подписи и дата (17 сентября 2019 года).

### Лица, подписавшие письмо
Первоначально под письмом стояло 38 подписей (первая, алфавитная часть списка), затем клирикам, желавшим присоединить свой голос, была предоставлена такая возможность через заполнение онлайн-формы, после чего постепенно добавилось ещё свыше 140 имён. В какой-то момент в списке было 182 пункта, однако в финальной версии имеется 181 имя.
Письмо, вопреки устоявшемуся названию («Открытое письмо священников…»), было подписано не только священниками, но и диаконами (на их долю приходится 1/10 часть подписей); кроме того, среди подписавшихся — один семинарист без священного сана (Ярослав Есиков из Витебской духовной семинарии, № 180 в списке). При этом под письмом не поставил свою подпись ни один архиерей.
Подавляющее большинство подписавшихся — клирики Московского патриархата (РПЦ МП, УПЦ МП, БПЦ МП и т. д.); двое человек — диакон Александр Занемонец (Иерусалим, Израиль) и священник Владимир Зелинский (Брешия, Италия) — на тот момент относились к Архиепископии западноевропейских приходов русской традиции Константинопольского патриархата. Позже они перешли в юрисдикцию Московского Патриархата.
Под открытым письмом поставили свои подписи представители духовенства, живущие и служащие как в Российской Федерации (и прежде всего в Москве и Московской области), так и в других странах ближнего и дальнего зарубежья: в Австрии, Беларуси, Бельгии, Германии, Гонконге, Израиле, Ирландии, Испании, Италии, Казахстане, Новой Зеландии, Украине.
Среди подписавших письмо — протоиерей Олег Батов (Москва), игумен Агафангел (Белых) (Белгородская область), протоиерей Александр Борисов (Москва), диакон Андрей Горбунов (Москва), протоиерей Леонид Грилихес (Брюссель), иеромонах Иоанн (Гуайта) (Москва), диакон Александр Занемонец (Иерусалим), священник Владимир Зелинский (Брешия), протоиерей Димитрий Климов (Калач-на-Дону), протоиерей Андрей Кордочкин (Мадрид), священник Сергий Круглов (Минусинск), священник Александр Кухта (Минск), священник Владимир Лапшин (Москва), протоиерей Андрей Лоргус, священник Фёдор Людоговский (Москва), архимандрит Савва (Мажуко) (Гомель), иеромонах Димитрий (Першин) (Москва), протоиерей Дионисий Поздняев (Гонконг), протоиерей Александр Степанов (Санкт-Петербург), протоиерей Алексей Уминский (Москва); протоиерей Георгий Эдельштейн (Костромская область) и мн. др.

### Комментарии подписантов

#### Политический аспект письма
Большинство подписантов отрицают политическую составляющую открытого письма, стараются отмежеваться от отождествления с российской политической оппозицией.
Протоиерей Леонид Грилихес (Брюссель): «Я очень далек от политики, в том числе и от церковной политики. <…> Но когда я своими глазами увидел видеозапись, как молодого человека, который перемещался по площади, берут под руки и тащат, при том, что он не оказывает даже сопротивление, в машину, а потом говоря: мы вычитаем из твой жизни 4 года и 6 месяцев, мне показалось это полным беспределом».
Исключение составляет позиция протоиерея Георгия Эдельштейна: «Для меня это письмо — в первую очередь акт политический. Не имея возможности каким-то иным способом выразить свое несогласие с политикой руководства нашего государства, я поставил под ним свою подпись».

## Реакция

### Освещение новости в СМИ

#### Русскоязычные СМИ
Открытое письмо священников, опубликованное на сайтах Православие и мир и Новая газета и перепечатанное Московским комсомольцем, было замечено российскими и иностранными русскоязычными СМИ.
О появлении этого обращения клириков в тот же день сообщили такие новостные агентства и интернет-издания как Интерфакс, Эхо Москвы, Regnum, Благовест-инфо, Медиазона, РБК, Коммерсантъ,Сноб, Znak.com, а также русская редакция Deutsche Welle, Свобода, Meduza и мн. др. На следующий день о письме написали ТАСС, Colta.ru, Фонтанка и др. В эти и последующие дни ряд изданий взяли интервью и комментарии у священников-подписантов, а также опубликовали мнения обозревателей и аналитические статьи на эту тему. Сайт Credo.press, перепечатав текст письма, впоследствии следил за развитием событий и со временем сформировал тематическую подборку материалов.
Региональная российская пресса также отреагировала на письмо.
Издание Tverigrad обратило внимание, что среди клириков, подписавших это коллективное заявление, — два священнослужителя из Твери: протоиерей Александр Шабанов и священник Вячеслав Баскаков. В публикации также подчеркивалось, что моральную поддержку подписантам оказала Нюта Федермессер, учредитель благотворительного Фонда помощи хосписам «Вера». Информационное агентство Бел.ru в новости об открытом письме указало, что один из подписавших — белгородский клирик игумен Агафнгел (Белых); позже в тот же день издание опубликовало комментарий этого священника. Рязанская интернет-газета Вид с боку упомянула в своем новостном сообщении протоиерея Сергия Титкова, настоятеля Покровского храма поселка Турлатово Рязанской области. О письме написало также екатеринбургское издание 66.ru и другие региональные СМИ.

#### Англоязычные издания
Новостные сообщения и аналитические статьи, посвященные открытому письму священников, разместили такие англоязычные издания как AsiaNews.it, The Moscow Times, The Sun Daily, U.S. News & World Report, Catholic Herald и др.

### Официальные церковные структуры Московского патриархата
1. Согласно Основам учения Русской Православной Церкви о достоинстве, свободе и правах человека, «Православная Церковь печалуется перед властью за людей несправедливо осужденных, униженных, обездоленных, подвергаемых эксплуатации. Милосердное ходатайство Церкви распространяется и на тех, кто несет справедливую кару за преступления» (V). Правозащитная деятельность, связанная с Церковью, направлена на конкретную личность, чьи права могут быть нарушены, а не на использование политическими движениями факта осуждения тех или иных лиц в целях борьбы за собственную власть, как это не раз случалось в истории многих стран.
2. Обращаем внимание, что детали соответствующих уголовных дел известны только тем, кто их изучал, и вряд ли священники, проживающие в Австрии, Белоруссии, Гонконге, Испании, России или на Украине имеют достаточно полное представление о материалах данных дел, чтобы сделать вывод о виновности или невиновности. Это факт свидетельствует о необходимости профессионального разбора ситуации.
3. Учитывая общественную значимость судебного процесса в отношении задержанных в ходе протестов, Правозащитному центру Всемирного Русского Народного Собора поручено озаботиться изучением материалов дел лиц, упомянутых в вышеназванном заявлении, и иных лиц на предмет возможного нарушения их прав в ходе судебного процесса и, в случае в необходимости, оказать им квалифицированную правовую помощь.
Заместитель председателя Синодального отдела по взаимоотношениям церкви с обществом и СМИ Московского патриархата Вахтанг Кипшидзе 18 сентября заявил, что письмо священников имеет «мало общего с правовой защитой». По его словам, «…эти священники чувствуют общественный запрос на справедливость и попытались его удовлетворить как смогли, возможно, искренне переживают за судьбу находящихся в узах, независимо от их вины, людей, как и любой православный человек. Однако им должно быть известно, что политическими декларациями можно только попробовать бороться с властью, а не преображать мир на началах истины Христовой, но дело в том, что борьба с властью никогда не была и не будет миссией Церкви». По мнению Кипшидзе, «намного разумнее этим небезразличным священникам было бы собрать средства на знающего адвоката, который мог бы, действительно, помочь».
В тот же день на сайте отдела появился «Комментарий <…> в связи с публичным обращением ряда священнослужителей по фигурантам дела о задержанных в ходе протестов в Москве», в котором говорится, что «правозащитная деятельность, связанная с Церковью, направлена на конкретную личность, чьи права могут быть нарушены, а не на использование политическими движениями факта осуждения тех или иных лиц в целях борьбы за собственную власть, как это не раз случалось в истории многих стран», а также высказывается сомнение в том, что священники, живущие в разных странах, «имеют достаточно полное представление о материалах данных дел, чтобы сделать вывод о виновности или невиновности». В документе также сообщается: «Учитывая общественную значимость судебного процесса в отношении задержанных в ходе протестов, Правозащитному центру Всемирного Русского Народного Собора поручено озаботиться изучением материалов дел лиц, упомянутых в вышеназванном заявлении, и иных лиц на предмет возможного нарушения их прав в ходе судебного процесса и, в случае в необходимости, оказать им квалифицированную правовую помощь».
20 сентября председатель того же отдела Владимир Легойда, выступая в эфире программы «Светлый вечер» на радио «Вера», заявил, что никакой угрозы наказания священников, подписавших письмо в поддержку участников беспорядков в Москве, не существует: «У меня нет никаких оснований полагать, что на подписавших письмо священников будут наложены какие бы то ни было прещения».

### Представители епископата и духовенства Московского патриархата
17 сентября протодиакон Андрей Кураев перепечатал письмо у себя в «Живом Журнале», снабдив пост заголовком «Спасибо, братья!».
18 сентября протоиерей Всеволод Чаплин (в 2009—2015 — председатель Синодального отдела по взаимоотношениям Церкви и общества), высказавшись за крайне жёсткие меры в адрес участников уличных беспорядков, вместе с тем поддержал священников, подписавших письмо: «Я абсолютно уверен в том, что священники могут высказываться, хотя под этим письмом я бы не подписался. <…> Вообще, я считаю, что высказывания духовенства по граждански значимым темам — это нормальная вещь, так было всегда, так всегда будет. Тот, кто пытается сейчас ограничить свободу какого-либо высказывания, просто утратил контакт с реальностью».
21 сентября митрополит Иларион (Алфеев), председатель отдела внешних церковных связей Московского патриархата, также выступил с осторожной поддержкой: хотя, по его словам, «священники обязаны согласовывать свое мнение с правящим архиереем той епархии, к которой они принадлежат», однако он признал, что это не всегда возможно и что у священника есть определённая степень свободы, и каждый священнослужитель призван поступать по совести и имеет право заступаться за того или иного человека, защищать его, выступать публично. Священники также могут создать группу для защиты того или иного человека.
По мнению протоиерея Владимира Вигилянского (в 2005—2012 — руководитель пресс-службы патриарха), «священники, подписавшие коллективное письмо, сначала должны были согласовать свою политическую акцию, как минимум, с правящим архиереем», так как «коллективное письмо — это почти всегда политика».
Пресс-секретарь Белорусской православной церкви протоиерей Сергий Лепин, комментируя действия белорусских священников-подписантов, сказал, что он «не видит большой храбрости в том, чтобы подписывать письма в связи с событиями, которые происходят в чужой стране».
Священник Святослав Шевченко, председатель комиссии по вопросам семьи Благовещенской епархии, пояснил, почему он не подписал письмо: «Подписантов не интересовала судьба всех несправедливо осужденных, а только тех, кто нарушил закон на несогласованных митингах, так называемой несистемной оппозиции»; они «не говорят от лица всей церковной полноты»; «их главная цель — сменить в стране „режим“»; это письмо — «внутрицерковный политический манифест».

### Клирики иных конфессий и юрисдикций
Свое отношение к письму новообрядных клириков высказали священники Русской православной старообрядческой церкви.
Иерей Иоанн Севостьянов выразил надежду, что «инициатива группы священников не имеет ничего общего с политической конъюнктурой» и «что это прекрасный пример именно милосердного „печалования“. И если до сих пор ничего не было слышно о подобных массовых инициативах священников, то это обращение послужит прекрасным возрождением в нашей стране исконного христианского „печалования“ за осужденных и „в темницах сущих“».
По мнению иерея Иоанна Курбацкого, рассматриваемое открытое письмо священников Русской Православной Церкви — «это голос пастырской совести, которая взывает о милосердии и не может более молчать». Это «письмо — важный сигнал и обществу, и власть предержащим, что далее молчать невозможно».
Григорий (Лурье), епископ Российской православной автономной церкви, считает, что для священников подпись под письмом — это «робкая, но уже публичная попытка не то чтобы прямо-таки перестать врать, но хотя бы сказать, что врать они не любят». Это «стоит тех рисков, на которые пошли наши священники».
Журналист радио «Свобода», живущий в Москве клирик Украинской автокефальной православной церкви (обновлённой) священник Яков Кротов в посте в фейсбуке просил священников-подписантов присоединить к письму и его подпись; однако, «убедившись, что этого не произойдет, он скрыл свою запись».

### Общественная дискуссия и аналитика
Общественная реакция на письмо была довольно значительной: наконец-то прозвучал голос представителей церкви, на что уже мало кто надеялся. Например, буквально за несколько часов до публикации открытого письма Юрий Самодуров написал: «Я даже не знаю, почему молчание епископов, священников и прихожан Русской православной церкви в данном случае задевает меня сильнее, ранит больше и вызывает более сильное недоумение, чем такое же мертвое и демонстративное молчание руководства РАН или, например, молчание Союза театральных деятелей и Музейного союза или молчание Союза ректоров российских ВУЗов. <…> Наверное <…> потому что голос церкви, в вопросах совести, если бы он звучал, по идее должен был бы для общества, в котором миллионы людей и почти все руководство страны демонстративно ходят в церковь и называют себя православными верующими, что-то да значить».
В ответ на заявление Вахтанга Кипшидзе, прозвучавшее 18 сентября, к нему в тот же день с открытым письмом обратился историк А. Б. Зубов.

## Последующие события

### Петиции мирян
На следующий день после публикации открытого письма священников блогер и писатель И. А. Забежинский опубликовал на платформе Change.org петицию, адресованную «всей полноте Православной Церкви», под заголовком «Православные миряне, поддержим священников, выступивших в защиту невинно осужденных!». Обращение открывалось фразой «Мы, миряне Русской Православной Церкви, поддерживаем позицию священнослужителей, подписавших следующее письмо в защиту невинно осужденных», после чего следовал полный текст письма священников, включая подписи. К настоящему моменту (сентябрь 2021 года) петицию поддержало менее 5 тысяч человек.
Кроме того, движение «Христианское действие» организовало сбор живых подписей христиан в поддержку письма священников и в защиту политзаключенных. Заявление с подписями было подано в администрацию президента 24 января 2020 года.

### Поручительство священников за подсудимого
26 сентября «около десяти священников» (среди них — протоиерей Олег Батов, протоиерей Алексей Уминский, иеромонах Димитрий (Першин), священник Алексей Забелин и др.) пришли на заседание Басманного суда Москвы, где решался вопрос о выборе меры пресечения для одного из фигурантов «московского дела» Алексея Миняйло. Священники предоставили суду своё поручительство за Алексея. Кроме того, к делу было приобщено открытое письмо священников и другие коллективные обращения в защиту арестованных. Суд не усмотрел в действиях Миняйло состава уголовного преступления, и, в соответствии с просьбой прокуратуры и следствия, тот был освобожден в зале суда.

### Последующая судьба священнослужителей, подписавших письмо

#### Обсуждение возможных последствий
Я подписал открытое письмо священников без благословения, так как думаю, что для того, чтобы поступать по совести, не нужно спрашивать разрешения.
Сразу же после публикации письма были высказаны опасения и даже уверенность, что клирики, подписавшие этот документ, будут наказаны церковной властью. «Церковь им ещё отомстит за это», — сказал протодиакон Андрей Кураев на следующий день после обнародования открытого письма. «Их, конечно, всех „ликвидируют“ поодиночке», — написал в тот же день священник Димитрий Свердлов. Один из подписантов, архимандрит Савва (Мажуко), сообщил: «Когда я согласился подписать письмо, меня <…> спросили, а не боюсь ли я? а Батька не врежет? — А разве мы делаем что-то плохое? — ответил я».
19 сентября 2019 года сайт Credo.press опубликовал опрос: будут ли репрессированы «по церковной линии» клирики РПЦ МП, подписавшие письмо в поддержку арестованных по «московскому делу»? Разные варианты утвердительного ответа на поставленный вопрос выбрали около двух третей участников опроса.
В связи с подобными опасениями 20 сентября официальный представитель Московского патриархата, председатель Синодального отдела по взаимоотношениям церкви с обществом и СМИ Владимир Легойда заявил: «У меня нет никаких оснований полагать, что на подписавших письмо священников будут наложены какие бы то ни было прещения».
Телеграм-канал «Батюшка Лютер» прогнозировал: «…репрессий не будет, так как само государство не нацелено вести войну со всем обществом (но только с самыми активными оппозиционерами). <…> Церковь, по русской традиции, во всем этом последует за государством».

#### Последовавшие наказания
Тем не менее, наказания последовали, хотя обосновать формальную связь этих наказаний с фактом подписания открытого письма зачастую не представляется возможным. Более того: в ряде случаев священники-подписанты подверглись церковным прещениям через значительное время после публикации письма. Наконец, следует учитывать, что многие священники, подписавшие письмо в защиту фигурантов московского дела, также поставили свои подписи под обращением священнослужителей Русской православной церкви с призывом к примирению вскоре после начала вторжения России на Украину.
20 сентября 2019 года журналист Ксения Лученко выложила у себя в фейсбуке фотографию объяснительной записки одного из священников-подписантов, содержащей следующий текст: «Я подписал открытое письмо священников без благословения, так как думаю, что для того, чтобы поступать по совести, не нужно спрашивать разрешения». Позже дочь протоиерея Владислава Свешникова журналист Мария Свешникова выложила документ полностью, так что стало видно имя священника — им оказался протоиерей Дионисий Кузнецов из Самарской епархии. Священник дал свой комментарий для СМИ, об этом сюжете вышли материалы на сайтах «Дождь», «Свобода», «Новая газета» и др.
Священник Марк Мазитов из города Мегион (Ханты-Мансийский автономный округ), который до 18 декабря был прикомандирован к одному из храмов епархии, а после этой даты ожидал включения в штат, уже 24 сентября распоряжением местного архиерея был отстранен от служения на приходе и в епархии в целом.
26 декабря 2019 года был запрещён в служении на пять лет священник Ярославской епархии Александр Парфёнов (Ростов Великий). Формально запрет не связан с подписанием открытого письма: официальная «причина отстранения — передача церковных документов в Ростовский государственный музей-заповедник и поездка в Италию без благословения». Сам священник убежден, что дело именно в его общественной деятельности и политической позиции. Епархия подобную взаимосвязь категорически отрицает.
8 октября 2020 года был лишен сана сверхштатный священник Московской городской епархии Федор Людоговский, на тот момент уже проживавший в Словакии.
В феврале 2023 года протоиерей Андрей Кордочкин (Мадрид) был на время запрещён в служении; позже, осенью того же года, он «подал прошение о переводе за штат из-за развёрнутой против него травли» и перешёл в юрисдикцию Константинопольского патриархата; с декабря 2023 года он служит в Бельгии. Преследование священника в РПЦ связывают с его антивоенной позицией.
5 января 2024 года был снят с должности настоятеля московского храма Святой Троицы в Хохлах и запрещён в служении протоиерей Алексий Уминский. Агентство Росбизнесконсалтинг связало запрещение Уминского с его антивоенными и пацифистскими заявлениями.

## Комментарии
1. ↑  Публикация на «Правмире» помечена 18 сентября, однако первые новости о письме в СМИ и соцсетях относятся к вечеру 17 сентября. По свидетельству главного редактора портала Анны Даниловой, дата публикации был изменена, чтобы материал оставался в актуальных новостях.